# Scapheremaeus clavifer
Scapheremaeus clavifer är en kvalsterart som beskrevs av Hammer 1958. Scapheremaeus clavifer ingår i släktet Scapheremaeus och familjen Cymbaeremaeidae. Inga underarter finns listade i Catalogue of Life.